# Richard Schrader (Chemiker)
Paul Richard Schrader (* 10. Mai 1915 in Dresden; † 11. Oktober 2003 ebenda) war ein deutscher Chemiker und Hochschullehrer.

## Leben und Werk
Schrader studierte nach dem Schulabschluss ab 1937 Chemie – unterbrochen vom Kriegsdienst – und promovierte 1946 an der Technischen Hochschule Dresden zum Dr.-Ing. 1947 trat er der Gesellschaft Deutscher Chemiker bei. 1955 habilitierte er sich an der Technischen Hochschule Dresden. Im selben Jahr wurde er zum Professor mit vollem Lehrauftrag für Anorganische und Analytische Chemie an der Bergakademie Freiberg ernannt. Gleichzeitig wurde er Direktor des Instituts für anorganische Chemie an der Bergakademie Freiberg. 1957 trat er der Deutschen Mineralogischen Gesellschaft bei. Von 1967 bis 1977 war Schrader Chemiker beim VEB Zementanlagenbau Dessau und dann beim Schwermaschinenbau-Kombinat „Ernst Thälmann“ (SKET), Institut Weimar. 
Seine Hauptforschungsgebiete waren Anorganische Chemie und aktive Zustände von Festkörpern.